# Спокутай провину
«Спокутай провину» — радянський художній фільм 1983 року, знятий режисером Серіком Жармухамедовим на кіностудії «Казахфільм».

## Сюжет
За мотивами повісті Т. Абдікова «Єрсеїт та Батес». Старий Кожабек переживає горе — в автомобільній катастрофі загинув його син Султан. Через деякий час Кожабек дізнається, що в нього є онук. Герой вирушає до міста, щоб розшукати хлопчика та жінку, перед якими готовий спокутати провину свого сина.

## У ролях
- Ануарбек Молдабеков — Кожабек
- Досхан Жолжаксинов — Нурлан
- Алія Муратбаєва — дружина Нурлана
- Куляй Мураталієва — роль другого плану
- Джамбул Худайбергенов — Султан
- Нагіма Єскалієва — роль другого плану
- Жанат Чайкіна — роль другого плану
- Гульнара Дусматова — Сая
- Меруерт Утекешева — роль другого плану
- Дімаш Ахімов — Жарас
- Оразхан Кенебаєв — роль другого плану
- Бакен Кидикєєва — роль другого плану
- Шахан Мусін — роль другого плану
- Алим Умбеталієв — роль другого плану

## Знімальна група
- Режисер — Серік Жармухамедов
- Сценарист — Смагул Єлубаєв
- Оператор — Анбек Шерабаєв
- Композитор — Базарбай Джуманіязов
- Художник — Юрій Вайншток